# 堪察加彼得罗巴甫洛夫斯克航空

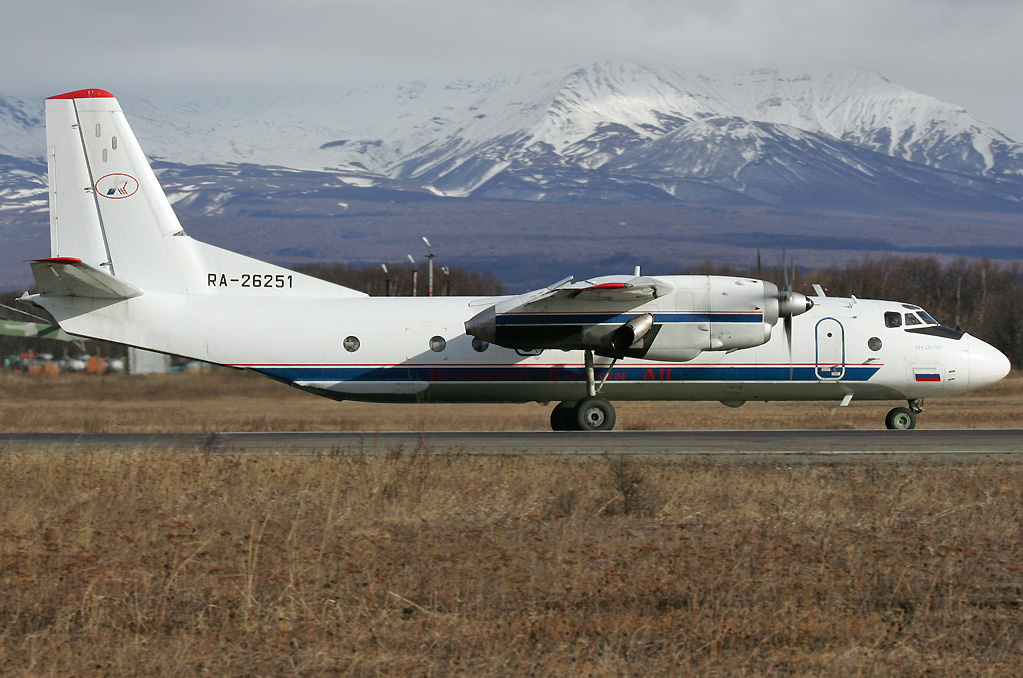
一架堪察加彼得罗巴甫洛夫斯克航空的安托诺夫安-26B-100型客机

堪察加彼得罗巴甫洛夫斯克航空（俄语：Камчатское авиационное предприятие，Petropavlovsk-Kamchatski Airline）是一家总部位于叶利佐沃的俄罗斯航空公司，运营枢纽是堪察加彼得罗巴甫洛夫斯克机场，主要提供地区客运服务。2012年底，該航空公司正式更名為堪察加航空／航空企業（Камчатское авиационное предприятие），但仍沿用舊名稱。